# 擴張新字體
擴張新字體，是指使用日本政府公布的《常用漢字表》中簡化漢字的方法來類推簡化表外漢字及《改定常用漢字表》中新增的未簡化的漢字而產生的简笔字。擴張新字體不是日本的標準字體，在正式場合通常應以舊字體代替。

## 漢字表中的新字體
1949年，日本官方發佈《當用漢字字體表》，收錄1850個漢字，不少新字體成為標準漢字，例如、和分別被簡化為、和。後來，《常用漢字表》發佈，收錄1945字，該字表追加了若干新字體，例如、簡化成、，另外，已經在《當用漢字字體表》出現的字在該表中被簡化的字替代。此時，有357個舊字體簡化為新字體（由於、和被合併簡化為，新字體的數量只有355個）。
日本漢字簡化帶來的問題是，有相同構成部分的漢字並未統一簡化，導致簡化後字體不統一。例如《常用漢字表》內的、和被簡化成、和，而表外漢字、和右邊的不簡化為。
中华人民共和国的简化字其实亦存在类似问题。在《简化字总表》时代，由于使用类推简化规则，表外字问题理论上不存在。但后来大陆在2013年公布《通用规范汉字表》，徵求意見稿中曾說明“本字表以外的字，不再類推簡化”；虽然正式公布时表中去掉了此说明，但配套出版物《〈通用规范汉字表〉解读》中提到了不再类推简化。至此，中国大陆的简化字也面临类似扩张新字体的问题。

## 擴張新字體的誕生
1950年代，《朝日新聞》使用簡化的《常用漢字表》表外漢字，如、和右邊的均被簡化為，這些簡化的漢字被稱為「朝日文字」，對日本社會用字影響巨大。
後來，擴張新字體也被收錄於JIS，1978年的JIS C 6226-1978（簡稱78JIS、旧JIS）中，、等少量表外字（10字左右）簡化為擴張新字體。
1983年制定的JIS X 0208:1983（簡稱83JIS、新JIS）是首個大量收錄擴張新字體的字符集，其中，包括、在內的299個（若包括則是301個）已收入舊JIS的漢字改為擴張新字體。當時，擴張新字體還不常用於印刷，但該字符集對此產生了巨大衝擊。尤其是人們發現的只能以簡化的代替時，新的字符集廣為詬病，有人稱之為（对森鸥外的亵渎。此話使用略字體一方面是為了諷刺，另一方面也因為新的字符集根本沒有收錄和）。
然而，該字符集收錄的表外字大部分仍然未簡化，如。
本來，收錄擴張新字體是因為官方當時尚未對表外漢字作任何規範，83JIS委員會便臆測將來《常用漢字表》會收錄更多漢字，並類推簡化，遂將78JIS中位於編碼的第1水準的舊字體移動到第2水準，然後在原來的位置上放置新字體。這導致78JIS系統中打出來的舊字體在83JIS系統中會顯示為新字體，因此83JIS上市以來，用戶普遍反映不佳，難以使用。但後來《表外漢字字体表》中規定的字形卻幾乎都是康熙字典體，於是新收錄的簡化字成為了擴張新字體。
| 正字 | 擴張 | 說明 |
| ---- | ---- | --- |
|      |      | 「」與「」是完全不同的兩種鳥，但二者擴張新字體均為「」，事實上「」一般用作「」的俗字。中文簡化字中「鷽」「鶯」分別簡作「鸴」「」。 |
|      |      | |
|      |      | 「」於《表外漢字字体表》中收錄為「簡易慣用字體」。                                                                           |
| *    |      | |
|      |      | |
| *    |      | |
|      |      | 中文簡化字併入「」。 |
|      |      | |

- 註「*」的漢字在日文Microsoft IME（日语：Microsoft IME）中標記為「環境依存文字」。

## 縮減使用
1990年制定的JIS X 0212（補助漢字）增補了等擴張新字體對應的正字體，但是由於沒有考慮對使用Shift JIS編碼的電腦的支援，這些電腦依然無法顯示傳統字體。1992年，國語審議會認為，需要一個統一的字符編碼來解決各文字處理器字體不一的問題。
2000年2月發佈的JIS X 0213:2000（新擴張JIS編碼），使Shift JIS編碼開始能夠顯示等正字體。
同年12月，國語審議會發佈《表外漢字字体表》，確定了「表外漢字使用傳統字形」的方向（但亦有例外，例如使用了表內漢字簡作的簡化方法）。
2004年的JIS X 0213:2004（改正新擴張JIS編碼）更改了字形的細節，表外漢字的辵部由一點的「⻌」改為兩點的「⻍」。2007年1月發售的Windows Vista附帶的字型（MS Gothic、MS 明朝的更新版和新加入的Meiryo）採用了新標準，結果出現了等漢字在某些系統顯示為「⻌」部（一點），在另一些系統卻顯示為「⻍」部（兩點）的亂象。
朝日新聞社亦於2007年1月更改《朝日新聞》的表外漢字字形，使之符合《表外漢字字体表》的標準。

## 現狀
- 2000年發布的《表外漢字字体表》收錄了、等擴張新字體，視為「簡易慣用字體」，其正字體視為「印刷標準字體」，但則只收錄了略字，正字未收錄（參見新字體）。
- 日本的字典、辭典（尤其是漢和辭典）會以「俗字」的形式收錄擴張新字體。
- 日本漢字能力檢定準1級以上的測試（2級以下只涉及常用漢字）允許使用擴張新字體作答。
- 奈良縣葛城市的是擴張新字體。
- 2012年的一次調查中，東京學藝大學的51名日本大學生被要求書寫、選擇適切的字（適切な字），但許多學生在手寫文字選擇的環節中選了電腦上無法輸入的擴張新字體，如選了而非（日文輸入法無法輸入），這顯示出擴張新字體的使用並非單純地由其出現頻率、字體的簡略程度決定。[1]

## 電算處理
對於一些存在正字和擴張新字體，但是JIS或Unicode未分碼的漢字（例如），一些OpenType字型支援透過CSS屬性font-feature-settings在網頁上選擇具體字形，例如font-feature-settings:'jp90';表示採用JIS X 0208-1990的標準顯示文字。示例如下：
-{
| 原文                    | 分 | 厩 | 僅 | 噂 | 噌 | 隙 | 廻 | 涜 | 溢 | 晷 | 祇 | 掴 | 捲 | 撹 | 攪 | 葛 | 辻 | 餌 | 鵠 |
| jp78（JIS C 6226-1978） | 分 | 厩 | 僅 | 噂 | 噌 | 隙 | 廻 | 涜 | 溢 | 晷 | 祇 | 掴 | 捲 | 撹 | 攪 | 葛 | 辻 | 餌 | 鵠 |
| jp83（JIS X 0208-1983） | 分 | 厩 | 僅 | 噂 | 噌 | 隙 | 廻 | 涜 | 溢 | 晷 | 祇 | 掴 | 捲 | 撹 | 攪 | 葛 | 辻 | 餌 | 鵠 |
| jp90（JIS X 0208-1990） | 分 | 厩 | 僅 | 噂 | 噌 | 隙 | 廻 | 涜 | 溢 | 晷 | 祇 | 掴 | 捲 | 撹 | 攪 | 葛 | 辻 | 餌 | 鵠 |
| hojo（JIS X 0212-1990） | 分 | 厩 | 僅 | 噂 | 噌 | 隙 | 廻 | 涜 | 溢 | 晷 | 祇 | 掴 | 捲 | 撹 | 攪 | 葛 | 辻 | 餌 | 鵠 |
| jp04（JIS X 0213:2004） | 分 | 厩 | 僅 | 噂 | 噌 | 隙 | 廻 | 涜 | 溢 | 晷 | 祇 | 掴 | 捲 | 撹 | 攪 | 葛 | 辻 | 餌 | 鵠 |
| nlck（国語審議会）      | 分 | 厩 | 僅 | 噂 | 噌 | 隙 | 廻 | 涜 | 溢 | 晷 | 祇 | 掴 | 捲 | 撹 | 攪 | 葛 | 辻 | 餌 | 鵠 |

}-
註：
- 以上文字僅為展示不同屬性效果用，一些微小的設計差異並不屬於擴張新字體範疇（例如的捺是否帶短橫」）；一些屬性下顯示的文字實際上有分碼的漢字，例如。
- 以上字型採用襯線體展示，不同設備、不同具體字型下的顯示效果可能有差異。

在Microsoft Word等文書處理軟件中，Windows內建的日語輸入法支援在特定環境下利用隱藏字元異體字選擇器來輸入JIS90漢字，但是要在輸入法詳細設定中開啟相關功能。具體方法為在設置中選項卡中點擊，在欄目中選擇（不限制變換文字）。輸入新舊字體重碼的文字時，擴張新字體會顯示為。

## 外部連結
- （日語）
- - 豐島正之（日语：豊島正之） （日語）
- - 豐島正之 （日語）
- - 池田證壽 （日語）